# John Brayshaw Kaye
John Brayshaw Kaye (ur. 10 czerwca 1841, zm. 29 marca 1909 w Calmar w stanie Iowa) – poeta amerykański, prawnik z zawodu. 
Urodził  się w Anglii. Jego rodzicami byli Abram and Mary Brayshaw Kaye. Miał trzynaścioro rodzeństwa. Wydał między innymi Facts and Fancies (1874), Songs of Lake Geneva and Other Poems (1882), Sweet Lake of Geneva (1885), Vashti: a Poem in Seven Books (1894) i Trial of Christ in Seven Stages (1909).